# Nervio
Los nervios son estructuras conductoras de impulsos nerviosos situadas fuera del sistema nervioso central. Están formados por un conjunto de axones agrupados, cada uno de los cuales procede de una neurona. Pueden ser motores o sensitivos, pero la mayor parte son mixtos y contienen tanto fibras sensitivas como motoras. Se originan en la médula espinal (nervios raquídeos) o parten directamente del encéfalo (nervios craneales). En la especie humana existen 12 pares de nervios craneales que se denominan pares craneales y 31 pares de nervios raquídeos, los cuales tienden a agruparse para formar plexos nerviosos.

## Descripción
Los nervios son manojos de prolongaciones nerviosas o axones. Tienen forma de cordón y comunican los centros nerviosos del cerebro y la médula espinal con todos los órganos del cuerpo. Forman parte del sistema nervioso periférico. Los nervios aferentes transportan señales sensoriales al cerebro, por ejemplo de la piel u otros órganos, mientras que los nervios eferentes conducen señales motoras desde el cerebro hacia los músculos y glándulas, provocan la contracción de los músculos y hacen posible el movimiento. Las señales nerviosas, también llamadas impulsos nerviosos, parten del cuerpo celular de una neurona y se propagan rápidamente por el axón hacia su extremo, donde por medio de la sinapsis, el estímulo es transmitido a otra neurona, o a un órgano efector, como una fibra muscular o una glándula.

## Estructuras
Cada nervio está formado por la agrupación de varios cientos o miles de axones que se reúnen originando fascículos. Los axones son prolongaciones de las neuronas mediante los cuales estas células entran en contacto con otras neuronas o con fibras musculares. En la especie humana el diámetro individual de los axones oscila entre 0,1 y 20 micrómetros, mientras que la longitud varía entre solo unos centímetros y más de un metro en los axones que forman parte del nervio ciático y partiendo de las motoneuronas del asta anterior de la médula espinal deben alcanzar los músculos de la pierna y el pie. 
En los troncos nerviosos se pueden distinguir distintos componentes:

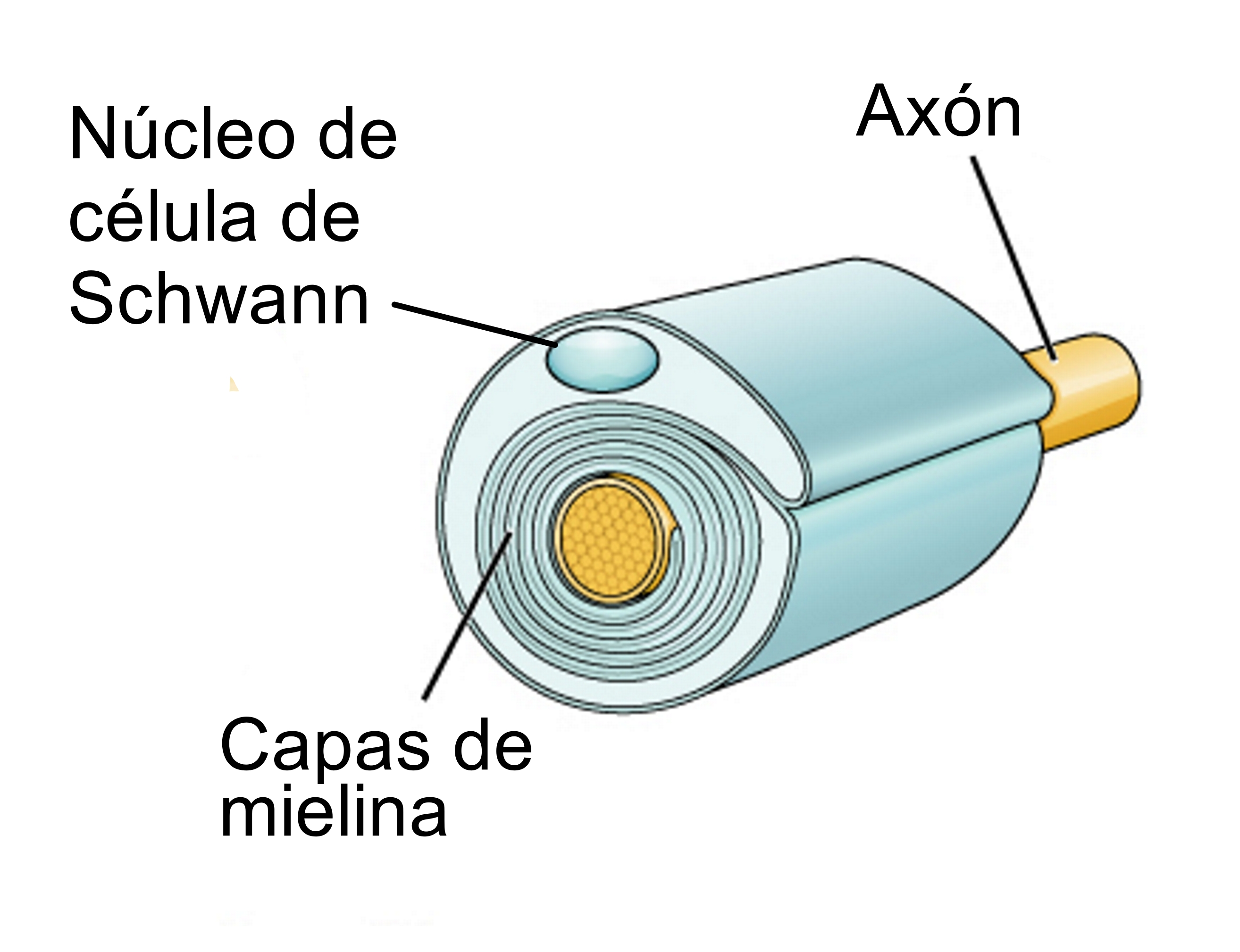
Célula de Schwann rodeando el axón de una neurona.

Las fibras nerviosas que componen un nervio se encuentran rodeadas por tejido liso que recibe diferentes nombres según su ubicación. La fina capa que rodea cada fibra se llama endoneuro, las fibras individuales se agrupan en fascículos cubiertos por el perineuro, el nervio completo formado por la unión de varios fascículos está cubierto por el epineuro.
- Epineuro: Es la capa más externa de un nervio. Es una capa conjuntiva gruesa, que da sostén a los fascículos nerviosos. Está constituida por células conectivas y fibras de colágeno, en su mayoría dispuestas longitudinalmente siguiendo el nervio. Contiene algunas células adiposas y los pequeños vasos sanguíneos llamados vasa nervorum que aportan la circulación sanguínea del nervio.[4]
- Perineuro: Es cada una de las capas concéntricas de tejido conjuntivo que envuelve los fascículos de un nervio.
- Endoneuro: Son unos finos fascículos de fibras colágenas dispuestas longitudinalmente, junto con algunos fibroblastos situados en entre las fibras nerviosas.

Cado axón procede de una neurona. La membrana celular que cubre el axón se llama axolema. La mayor parte de las fibras nerviosas están cubiertas por una vaina de mielina constituida por las células de Schwann.
- Axolema. Es la membrana celular que cubre el axón y lo separa del medio exterior.
- Axoplasma. Se le llama así al citoplasma de la célula que se encuentra en el interior del axón.
- Células de Schwann. Células capaces de fabricar la mielina que envuelve algunos nervios del sistema nervioso periférico.

A medida que el nervio se va ramificando, las vainas de tejido conjuntivo se hacen más finas. En las ramas más pequeñas falta el epineuro, y el perineuro no puede distinguirse del endoneuro, ya que está reducido a una capa delgada fibrilar recubierta de células conjuntivas aplanadas que se parecen a las células endoteliales.

## Tipos de nervios
- Según su origen:[2]

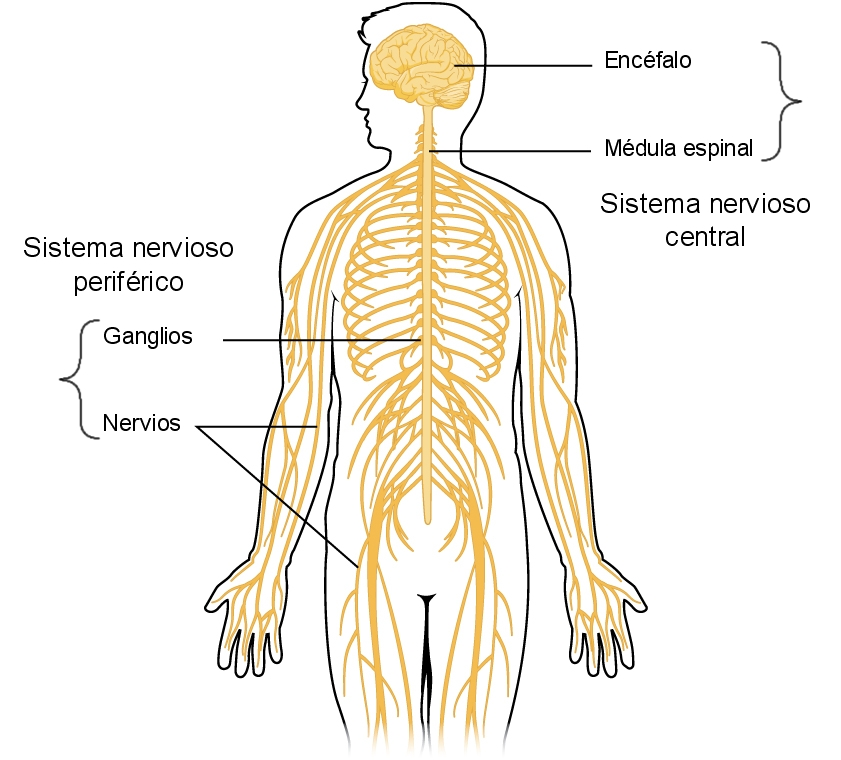
Estructura general del sistema nervioso. Pueden observarse los nervios raquídeos.

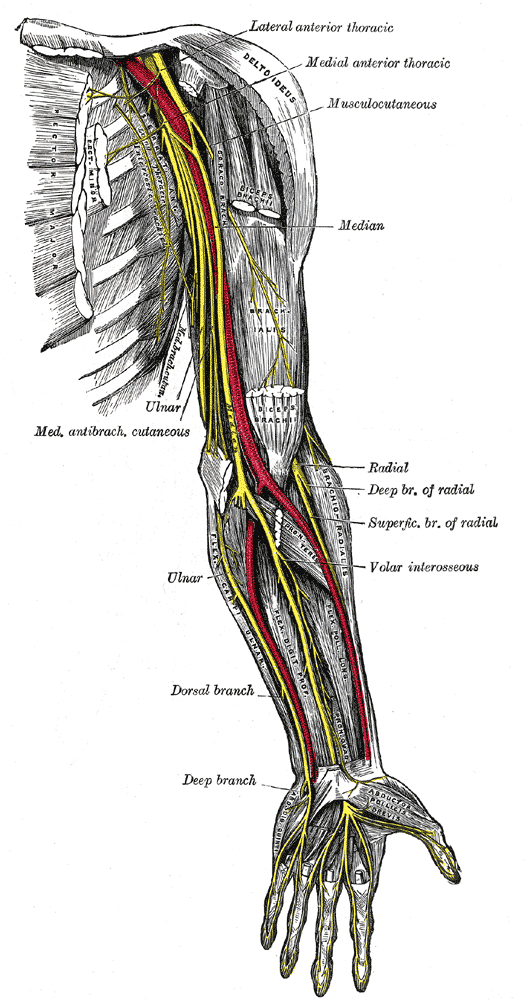
En amarillo, nervios del brazo.

  - Nervios craneales. También llamados pares craneales. Son 12 pares de nervios que surgen directamente del encéfalo.
  - Nervios raquídeos, Son 31 pares de nervios que parten de la médula espinal a través de los agujeros de conjunción. Pueden dividirse en 5 cervicales, 12 dorsales, 5 lumbares y 6 sacrocoxigeos. Los nervios raquídeos se agrupan y dan origen a varios plexos: Plexo cervical, plexo braquial, plexo lumbar y plexo sacro.[5]

- Según su función:[6]
  - Nervios sensitivos o centrípetos: se encargan de conducir las excitaciones del exterior hacia los centros nerviosos. Son bastante escasos. Generalmente las fibras nerviosas se hallan asociadas con fibras motoras (centrífugas).
  - Nervios motores o centrífugos: llevan a los músculos o a las glándulas la orden de un movimiento o de una secreción impartida por un centro nervioso.
  - Nervios mixtos: funcionan a la vez como sensitivos y motores. Se hallan constituidos por fibras que llevan las excitaciones exteriores hacia los centros nerviosos y órdenes de los músculos, de los centros hacia la periferia. Como ejemplo podemos citar el glosofaríngeo que transmite al cerebro la información del sentido del gusto y produce al mismo tiempo la excitación de la lengua. Pertenecen a esta clase de nervios todos los nervios raquídeos y varios nervios craneales.

## Tipos de fibras nerviosas
Las fibras nerviosas que forman los nervios transmiten los impulsos gracias a la propagación de los potenciales de acción.  La velocidad de transmisión depende de varios factores: el diámetro de las fibras y la existencia o no de una vaina de mielina que envuelve el axón.  Las fibras de más diámetro y las que están rodeadas por mielina tiene una velocidad de conducción más alta.  Una fibra sin mielina de  diámetro pequeño transmite únicamente a 0,5 metros por segundo, mientras que una de gran diámetro y mielinizada puede alcanzar los 120 metros por segundo. La mielina actúa como aislante aumentando la velocidad de conducción y disminuyendo el gasto energético. Tiene además una función protectora. Por este motivo las enfermedades llamadas desmielinizantes como la esclerosis múltiple hacen que la conducción nerviosa sea demasiado lenta y poco eficaz.
Según la clasificación de Erlanger y Gasser, las fibras nerviosas que forman los nervios pueden clasificarse en varios tipos: A, B y C.
- Fibras de tipo A, con vaina de mielina y que se subdividen en los tipos:
  - Alfa (Ia; Ib): velocidad de conducción 70-120 m/s, diámetro 12-20 micras, responsables de la contracción del músculo esquelético.
  - Beta (II): velocidad de conducción 30-70 m/s, diámetro 5-12 micras, son fibras sensitivas responsables del tacto y la presión.
  - Gamma: velocidad de conducción 15-30 m/s, diámetro de 3-6 micras, responsables de la transmisión motora a los husos musculares para evitar la deformación completa durante la contracción muscular (impidiendo que deje de haber una señal de propiocepción por el mismo huso muscular).
  - Delta (III): velocidad de conducción  12-30 m/s, diámetro 2-5 micras, responsables de la transmisión del dolor agudo localizado, temperatura y parte del tacto.
- Fibras B, con vaina de mielina, responsables de la conexión preganglionar del sistema nervioso autónomo, velocidad de conducción 3-15 m/s, diámetro inferior a tres micras.
- Fibras C (IV), sin vaina de mielina. Son las responsables de la transmisión del dolor profundo difuso, olfato, información de algunos mecanorreceptores, respuestas de los arcos reflejos y posganglionares del sistema nervioso autónomo, velocidad de conducción  0,5-2 m/s, diámetro 0,4-1,2 micras.

## Fisiología
El nervio tiene dos propiedades esenciales: excitabilidad y conductividad. La excitabilidad es  la  capacidad  para  reaccionar  a estímulos  químicos  y  físicos, mientras que la conductividad es la capacidad para transmitir la excitación desde un lugar a otro.

### Excitabilidad
La neurona puede ser excitada por un centro nervioso, por un excitante natural como la luz o por un excitante artificial como una descarga eléctrica. El estímulo propagado se denomina impulso nervioso, y su paso de un punto a otro de la fibra nerviosa es la conducción nerviosa.

### Conductividad

Transmisión del impulso nervioso por el cambio de potencial trasmembrana.

Esquema ilustrativo del funcionamiento de un canal iónico.

La conductividad es la capacidad para transmitir la excitación desde un lugar a otro. Esta propiedad permite a una dendrita transmitir a un centro nervioso la excitación que proviene de un pinchazo periférico. También hace posible que los centros motores del cerebro emitan órdenes que se transmiten a través de los nervios hasta los músculos esqueléticos para provocar su contracción y generar movimientos. Para que tenga lugar la conductividad es necesario que el nervio no haya sufrido ningún daño o degeneración y que su trayecto tenga perfecta continuidad.
Las neuronas transmiten señales eléctricas originadas como consecuencia de un cambio transitorio de la permeabilidad en la membrana plasmática. Su propagación se debe a la existencia de una diferencia de potencial entre la parte interna y externa de la célula llamado potencial de membrana. Cuando el potencial de membrana de una célula excitable se despolariza más allá de un cierto umbral, la célula genera un potencial de acción. Un potencial de acción es un cambio muy rápido en la polaridad de la membrana de negativo a positivo y vuelta a negativo, en un ciclo que dura unos milisegundos. La transmisión nerviosa es posible gracias a la existencia de canales iónicos en la membrana que recubre el axón.

## Principales nervios del cuerpo humano
- Nervios espinales. Son un total de 31 pares de nervios cada uno con dos partes o raíces que se unen entre sí: una sensitiva y otra motora. La parte sensitiva es la que traslada la información desde los receptores hasta la médula espinal, mientras que la parte motora es la que lleva los impulsos desde la médula espinal hasta los efectores correspondientes. Se distribuyen de la siguiente forma:[12]
  - 8 pares de nervios cervicales
  - 12 pares de nervios dorsales o torácicos
  - 5 pares de nervios raquídeos lumbares
  - 5 pares de nervios raquídeos sacros
  - 1 par de nervios raquídeos coccígeos

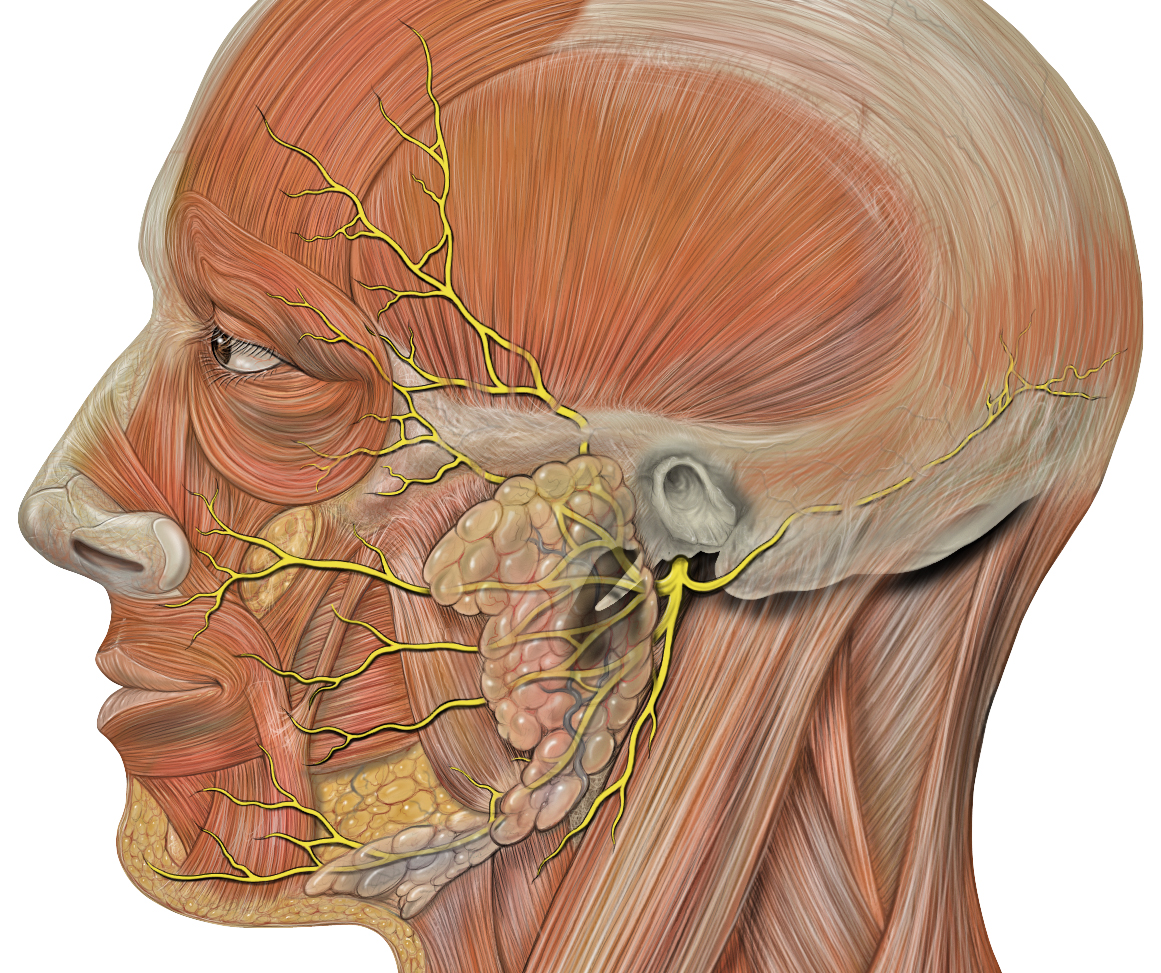
En color amarillo puede observarse el nervio facial y sus ramas (VII par craneal).

- Nervios craneales, también llamados pares craneales, son 12 nervios que envían información sensorial procedente del cuello y la cabeza hacia el sistema nervioso central o trasladan órdenes motoras para el control de la musculatura esquelética del cuello y la cabeza.[12]
  - I. Nervio olfatorio. Es un nervio únicamente sensorial, conduce los impulsos nerviosos generados por las sustancias odoríferas desde la nariz hasta el encéfalo.
  - II Nervio óptico. Exclusivamente sensorial, transporta la información visual desde el ojo al encéfalo.
  - III Nervio oculomotor. Tiene fibras motoras que controlan el movimiento ocular y parasimpáticas que modifican el diámetro de la pupila.
  - IV Nervio troclear. Su función es motora sobre uno de los músculos que mueven el globo ocular.
  - V Nervio trigémino. Es un nervio mixto que consta de una porción sensitiva y otra motora.
  - VI Nervio abducens o Motor Ocular Externo.  Interviene en la movilidad ocular, es solamente motor.
  - VII Nervio facial. Es un nervio mixto con fibras sensitivas y motoras.
  - VIII Nervio vestibulococlear. Transporta al cerebro la información auditiva y sensorial procedente del oído interno.
  - IX Nervio glosofaríngeo. Es un nervio mixto. La porción sensitiva transporta señales procedentes de la lengua y la faringe.
  - X Nervio vago. Es sensitivo y motor, aporta además fibras parasimpáticas que actúan sobre diferentes órganos, entre ellos el estómago y el corazón.
  - XI Nervio espinal. Es un nervio motor que activa entre otros el músculo esternocleidomastoideo, provocando el giro de la cabeza.
  - XII Nervio hipogloso. Es un nervio motor para la musculatura de la lengua.

### Plexos
Los nervios espinales se agrupan para formar plexos. De cada plexo surgen diferentes nervios, a continuación se citan algunos de los más importantes.
- Plexo cervical: nervio auricular mayor, nervio frénico.[12]
- Plexo braquial. De él parten los nervios destinados al hombro y miembro superior: nervio axilar, nervio musculocutáneo, nervio radial, nervio mediano, nervio cubital.
- Plexo lumbar: nervio iliohipogástrico, nervio ilioinguinal, nervio genitofemoral, nervio cutáneo femoral lateral,  nervio obturador, nervio femoral.
- Plexo sacro: nervio del obturador interno, nervio pudendo, nervio del cuadrado femoral, nervio glúteo superior, nervio glúteo inferior, nervio cutáneo posterior del muslo, nervio ciático.

## Desarrollo
El crecimiento de los nervios normalmente termina en la adolescencia, pero se puede volver a estimular con un mecanismo molecular conocido como ruta de señalización Notch.

### Regeneración
Si los axones de una neurona están dañados, pero no su soma, los axones pueden regenerarse y rehacer las conexiones sinápticas con las neuronas con la ayuda de las células guía. Esto también se conoce como neurorregeneración.
El nervio comienza el proceso destruyendo la zona distal al sitio de la lesión, lo que permite que las células de Schwann, la lámina basal y el neurilema cerca de la lesión comiencen a producir un tubo de regeneración. Se producen factores de crecimiento nervioso que hacen que aparezcan muchos brotes nerviosos. Cuando uno de los procesos de crecimiento encuentra el tubo de regeneración, este lo guía y acompaña permanentemente ayudándolo a crecer rápidamente hacia su destino original. La regeneración de los nervios es muy lenta y puede tardar varios meses en completarse. Si bien este proceso repara algunos nervios, todavía habrá algún déficit funcional, ya que las reparaciones no son perfectas.

## Enfermedades
Hay muchas enfermedades que afectan o involucran a los nervios. Una neuralgia es un síntoma provocado por un fallo del sistema nervioso consistente en un trastorno sensitivo o dolor sin que la función motora se vea afectada. Si afecta a los nervios periféricos, provoca una alteración de la zona inervada correspondiente al nervio. La causa de la lesión puede ser una inflamación, una reacción alérgica, una intoxicación, el alcoholismo crónico, determinadas enfermedades metabólicas (como la diabetes mellitus), algunos tipos de disfunciones renales, infecciones virales y déficits vitamínicos. También puede tratarse de una lesión mecánica, como desgarros, fracturas, lesiones compresivas o heridas de bala.
El cáncer se puede diseminar al invadir los espacios alrededor de los nervios. Esto es particularmente común en el cáncer de cabeza y cuello y en el cáncer de próstata y colorrectal.
Los nervios pueden resultar dañados por lesiones físicas, así como por condiciones como el síndrome del túnel carpiano y lesiones por esfuerzo repetitivo. Las enfermedades autoinmunes como el síndrome de Guillain-Barré, las enfermedades neurodegenerativas, la polineuropatía, la infección, la neuritis, la diabetes o la insuficiencia de los vasos sanguíneos que rodean el nervio causan daño a los nervios, que puede variar en gravedad.
La esclerosis múltiple es una enfermedad asociada con un daño nervioso extenso. Ocurre cuando los macrófagos del propio sistema inmunológico de un individuo dañan las vainas de mielina que aíslan el axón del nervio.
Un nervio pinzado ocurre cuando se ejerce presión sobre un nervio, generalmente debido a la hinchazón por una lesión o al embarazo, y puede provocar dolor, debilidad, entumecimiento o parálisis, por ejemplo, el síndrome del túnel carpiano. Los síntomas se pueden sentir en áreas alejadas del sitio real del daño, un fenómeno llamado dolor referido. El dolor referido puede ocurrir cuando el daño causa una señalización alterada a otras áreas.
Entre los síntomas más frecuentes de daño nervioso se encuentran:
- Entumecimiento y hormigueo
- Dolor punzante
- Ardor
- Debilidad muscular
- Sensibilidad al tacto
- Parálisis
- Intolerancia al calor
- Problemas digestivos
- Mareos o vértigo

## Otros animales
En los vertebrados, las neuronas identificadas más conocidas son las gigantescas células de Mauthner de los peces y los anfibios. Cada pez tiene dos células de Mauthner, ubicadas en la parte inferior del tallo cerebral, una en el lado izquierdo y otra en el derecho. Cada célula de Mauthner tiene un axón que se cruza, inervando (estimulando) neuronas en el mismo nivel del cerebro y luego viajando hacia abajo a través de la médula espinal, haciendo numerosas conexiones a medida que avanza. Las sinapsis generadas por una célula de Mauthner son tan poderosas que un solo potencial de acción da lugar a una respuesta de comportamiento importante: en milisegundos, el pez curva su cuerpo en forma de C, luego se endereza, impulsándose rápidamente hacia adelante. Funcionalmente, esta es una respuesta de escape rápida, desencadenada más fácilmente por una onda de sonido fuerte o una onda de presión que incide en el órgano de línea lateral del pez. Las células de Mauthner no son las únicas neuronas identificadas en los peces; hay alrededor de 20 tipos más, incluidos pares de "análogos de células de Mauthner" en cada núcleo segmentario espinal. Aunque una célula de Mauthner es capaz de provocar una respuesta de escape por sí misma, en el contexto del comportamiento ordinario, otros tipos de células suelen contribuir a dar forma a la amplitud y dirección a la respuesta. En 2020, un grupo de investigadores de la Universidad de Bayreuth descubrieron que en el pez cebra, estas células tienen la capacidad de regenerarse rápida y completamente si sufren un daño en el centro del axón, pero mueren si el daño a esta estructura se produce cerca del soma celular. Un tipo de reparación semejante es desconocido en el sistema nervioso de otras especies.
Se ha descrito a las células de Mauthner como neuronas de mando. Una neurona de mando es capaz de conducir un comportamiento específico por sí misma. Tales neuronas aparecen con mayor frecuencia en los sistemas de escape rápido de varias especies: el axón gigante y la respectiva sinapsis gigante del calamar, utilizada para experimentos pioneros en neurofisiología debido a su enorme tamaño, participan en el circuito de escape rápido del calamar. Sin embargo, el concepto de neurona de mando se ha vuelto controvertido debido a estudios que muestran que algunas neuronas que inicialmente parecían encajar en la descripción solo eran capaces de evocar una respuesta en un conjunto limitado de circunstancias.
En organismos de simetría radial, no hay cerebro ni una región centralizada de la cabeza, sino que hay neuronas interconectadas distribuidas en redes nerviosas que cumplen la función del sistema nervioso. Estas redes se encuentran en Cnidaria, Ctenophora y Echinodermata.